# Приз имени Бориса Майорова
Приз имени Бориса Майорова — ежегодная награда, учреждённая Молодёжной хоккейной лигой, которая по окончании сезона вручается лучшему снайперу чемпионата МХЛ завершившегося сезона.
Награда названа в честь советского хоккеиста и тренера Бориса Майорова, одного из лучших снайперов (255 шайб) в истории чемпионатов СССР.
Первым обладателем награды стал Фёдор Малыхин, который в сезоне 2009/10 забросил 42 шайбы в 54 проведённых матчах.

## Лауреаты
| Сезон   | Игрок               | Клуб              | Примечания           |
| ------- | ------------------- | ----------------- | -------------------- |
| 2009/10 | Фёдор Малыхин       | Авто              | 42 шайбы в 54 матчах |
| 2001/11 | Сергей Емелин       | Толпар            | 40 шайб в 63 матчах  |
| 2011/12 | Денис Давыдов       | Серебряные Львы   | 37 шайб в 55 матчах  |
| 2012/13 | Александр Барабанов | СКА-1946          | 39 шайб в 64 матчах  |
| 2013/14 | Алексей Митрофанов  | Толпар            | 40 шайб в 55 матчах  |
| 2014/15 | Иван Ларичев        | СКА-1946          | 32 шайбы в 53 матчах |
| 2015/16 | Рафаэль Бикмуллин   | Реактор           | 34 шайбы в 44 матчах |
| 2016/17 | Антон Ковалёв       | Омские Ястребы    | 41 шайба в 53 матчах |
| 2017/18 | Антон Рубан         | Кузнецкие Медведи | 35 шайб в 59 матчах  |
| 2018/19 | Михаил Шалагин      | МХК Спартак       | 48 шайб в 43 матчах  |
| 2019/20 | Дмитрий Рашевский   | МХК Динамо Спб    | 44 шайбы в 61 матчах |
| 2020/21 | Матвей Мичков       | СКА-1946          | 35 шайб в 50 матчах  |